# リーディング証券
リーディング証券株式会社（リーディングしょうけん）は、東京都中央区に本社を置く証券会社。茨城県下館市（現在の筑西市）が発祥地である。

## 沿革

### 茨城証券
1949年創業。合併を経て茨城証券となり、茨城県下に3店舗を持つ地方証券会社として営業を行っていた。しかし1993年、証券取引法の改正で最低資本金制度が導入され、資本金7000万円の茨城証券は、経過期間が終了する1998年4月までに資本金を1億円以上にしなければ廃業を余儀なくされることになった。茨城証券は当時筆頭株主であった山一證券からの増資によってこれに対応しようとしていたが、山一證券は1997年11月に自主廃業を発表、茨城証券は山一に取り次いでいた売買注文を他社に振り替えるとともに、最低資本金問題についても別の解決策を求められることになった。
一方、山一関係の知人を通じて最低資本金問題を聞きつけた元大昭和製紙専務の齊藤四方司は、この年の夏から山一を介して資本参加を打診していた。齊藤は大昭和製紙でも財務関係を担当していたことから証券業には関心を持っていたが、茨城証券は赤字ながら自己資本規制比率は580%と高く、規模も3店舗・従業員数27人と手頃であったことから参加を決めた。山一の自主廃業発表によりこの案は急速に具体化、1998年2月、齊藤は個人の貯蓄から3億円を出資して山一保有株8万866株を買い取り、増資分8万株も引き受けた。この結果齊藤は発行済み株式の73.1%を保有する筆頭株主となり、3月の取締役会で会長に就任した。3月末には山一OBの苅米宰督社長が退任し、齊藤が社長も兼務した。この茨城証券の処理は、旧山一系企業がいずれも引き受け先探しに難航する中では異例の早さであった。

### ジーク証券
1998年5月には岡三証券出身の西川敏明が社長に就任、7月には社名をジーク証券に改めた。ジークはドイツ語で勝利を意味し、顧客とともに勝利していく姿勢を示したものである。この年には渋谷支店を開設して東京に進出、三洋証券の元社員などを集め、西川の陣頭指揮のもと、開設一箇月で70億円の預かり資産を獲得した。1998年7月には月次で黒字に転換した。またサテライト店と呼ばれる小規模店舗を全国で展開していく方針を採り、2000年には伊那、春日部、名古屋などに出店した。サテライト店は商品開発、情報提供などを本部で行い、現地では地元に密着した少人数の社員が対応する形態の店舗で、こうした店舗を人口5万人に1店の割合で出店していくことにより、全国にコンビニ並みの店舗網構築を目指すとしていた。
しかし2002年には西川がMBOにより渋谷支店を分社化してスーパージーク証券（後にニュース証券に改名）として独立した。2003年中間期には10億円の営業収益をあげていたが、2006年以降は世界金融危機の影響も加わって3年連続の赤字となった。この状況を受けて株主が持株の売却に動き、2008年11月、海外事業を強化していた韓国のリーディング投資証券が増資分を合わせて過半数の株式を買収した。リーディング投資証券が引き受けに着手したのは2008年8月のことで、外国企業による買収としては異例の早さであった。

### リーディング証券
2009年には社名をリーディング証券に変更、同年末には黒字に転換した。リーディング証券はリテール業務が中心であったジーク証券からは一転、投資銀行業務を強化していった。2010年には国内市場の低迷により韓国市場での株式公開を希望する日本企業に対してコンサルティング業務を行うと発表し、韓国取引所とも協力して誘致の動きに出た。また同年9月には韓国コスモグループに対するマルマン株売却の取りまとめを行い、この実績を背景に、特に環境関連で技術を保持しながら資金難に苦しむ日本企業にM&Aをかける韓国企業に対するコンサルティング事業を強化していくと発表した。投資商品としては韓国株全銘柄の売買に対応するほか、海外通貨建社債など、国際投資を重視したものとなっており、2020年までに外国証券の預かり資産において日本の証券会社のトップ10を狙うとしていた。。2014年8月に、積極的なベンチャー企業の成長支援の一環としてTOKYO PRO MarketにおけるJ-Adviserの資格を取得した。
2016年6月に、顧客への事実と異なる説明、および、説明用資料への虚偽記載により、関東財務局から行政処分を受けた。この頃、韓国側のリーディング投資証券は4年間赤字が続き、リーディング証券の売却に乗り出した。2017年3月に中国の機関投資家の傘下にある株式会社ランキャピタルマネジメントが、株式公開買付けなどにより議決権所有割合で88.82%の株式を取得し、親会社となった。リーディング投資証券傘下のリーディングアジアホールディングスリミテッドは、保有全株式を株式公開買付けに応募し、同社との資本関係は無くなった。
2020年3月31日、創業の地である茨城県内のすべての店舗を閉鎖し、本店に統合した。

### 年表
- 1949年 4月 - 下館証券株式会社設立[31]。下館市（現在の筑西市）に本社・本店を置く。
- 1957年 4月 - 鯨井証券株式会社と合併。商号を茨城証券株式会社に変更。
- 1968年 4月 - 大蔵大臣より改正証券取引法による免許を取得。（蔵証第8177号）
- 1977年 4月 - 本社・本店を茨城県龍ケ崎市に移転。
- 1998年 7月 - 商号をジーク証券株式会社に変更。
- 1998年12月 - 改正証券取引法に基づく証券業の登録。（関東財務局（証）第88号）
- 2004年10月 - 本社・本店を東京都中央区新川に移転。
- 2006年 6月 - 東京証券取引所総合取引資格を取得[32]。
- 2008年10月 - リーディング投資証券株式会社との資本・業務提携。
- 2009年 7月 - 商号をリーディング証券株式会社に変更[33]。
- 2011年11月 - リーディング・アドバイザリー株式会社設立。
- 2014年8月 - TOKYO PRO MarketにおけるJ-Adviser資格を取得。
- 2016年6月 - 関東財務局による行政処分[25]
- 2017年3月 - リーディング投資証券との資本関係解消。株式会社ランキャピタルマネジメントの子会社となる。
- 2020年3月
  - 茨城県内のすべての店舗を本店に統合し、閉鎖。
  - 株式会社ランキャピタルマネジメントとの資本・業務提携を解消。
- 2020年5月 - 香港の機関投資家、匯升資産管理有限公司（UP CAPITAL ASSET MANAGEMENT LIMITED）がTOBにより子会社化。香港の証券会社CRICグループと資本・業務提携。メジャー トレジャー ホールディングス リミテッドが親会社となる。

## 店舗
- 本店営業部： 東京都中央区新川1-8-8アクロス新川ビル5F

### かつて存在した店舗
- 龍ケ崎支店： 茨城県龍ケ崎市寺後3585-4
- 下館支店： 茨城県筑西市丙115
- 下妻営業所： 茨城県下妻市下妻丁356-5富士ビル1F

## 業務内容
- 証券投資業務
  - 現物取引
  - 信用取引
  - オプション取引
  - 指数等先物取引
  - 公社債
  - 投資信託
  - 代理事務業務
- 外国株式取引業務
  - 韓国株式
  - アメリカ株式
  - 中国株式
  - 香港株式
- 外貨建債券
- 投資銀行業務（M&A、コーポレートアドバイザリ業務）
- 所属金融商品仲介業者への商品提供
- 引受業務

## 事件
日本語能力の不足などを理由に解雇された元従業員が会社を訴えた「リーディング証券事件」は、有期の労働契約において試用期間を設け、この期間の中途で解雇を行うことが正当かどうかが問われた。外国人従業員の日本語能力不足を理由とした解雇、という点でも珍しい事例となっている。
この元従業員は韓国人で、日本の大学で博士号を取得、別の会社でアナリストとして働いた後、2011年1月にリーディング証券にアナリストとして採用された。採用にあたり会社側はこの元従業員にアナリストレポートを課した。提出されたレポートは内容が水準を満たしており、日本語文としても問題は見られなかったため、会社側は採用を決め、1年間の雇用契約を結んだ。このうち最初の半年間は試用期間とし、期間の終了時、あるいは中途であっても、技能や勤務態度が不適格と認められた場合は契約を解除する、という条件が付けられていた。
しかし採用後にこの元従業員が提出したレポートは文意を理解することも困難で、実際には充分な日本語力を有していないことが明らかになった。実は採用の鍵となった最初のレポートは、日本人の夫が手伝って完成させたものであり、この元従業員はこの事実を会社に隠していた。この状況を踏まえ会社側は、2011年3月にこの人物に解雇を通告した。これを不服として元従業員は、残存雇用期間の賃金や慰謝料の支払いを求め会社を訴えた。
2013年、東京地方裁判所は元従業員の請求を棄却する判決を下した。判決は有期雇用契約の中途における解雇は期間の定めがない場合に比べて厳格な要件を満たす必要があるとした上で、この元従業員が最初のレポート作成時に夫の支援を得た事実を隠していた点は会社との信頼関係を喪失させるものであり、要件を満たしているとした。